# Claudia Chiper
Claudia Chiper (n. 16 iunie 1995, Delacău, raionul Anenii Noi, Republica Moldova) este o fotbalistă din Republica Moldova care joacă pe poziția de mijlocaș și atacant.
A jucat la clubul FC Noroc Nimoreni. Cu Barcelona FA Limassol a câștigat Cupa Ciprului. În 2023 a câștigat cu Carmen București Cupa României.
Ea este și componentă a echipei naționale de fotbal feminin a Republicii Moldova și în primele trei meciuri din preliminariile pentru Euro 2017 Feminin s-a remarcat cu trei goluri înscrise și o pasă de gol. Înainte de a fi promovată în echipa de senioare a jucat la naționalele feminine a Moldovei sub 17 și sub 19 ani.